# Argostemma elatostemma
Argostemma elatostemma är en måreväxtart som beskrevs av Joseph Dalton Hooker. Argostemma elatostemma ingår i släktet Argostemma och familjen måreväxter. Inga underarter finns listade i Catalogue of Life.